# Nana (novela)
Nana (2002) es una novela escrita por el autor Chuck Palahniuk.
Nana es una novela donde se narra la historia de Carl Streator, un periodista que está investigando diversos casos de muerte súbita infantil para escribir un artículo. El propio personaje sufrió en primera persona la pérdida de un ser querido por muerte súbita, por lo que el tema no le es ajeno.
A lo largo de la investigación, Carl descubre que en todas las casas donde investiga hay un ejemplar de un libro recopilatorio de cuentos infantiles africanos, con una nana que mata a quien la escucha.
Lo que comenzó como un artículo cualquiera, se convierte en la cruzada vital de Carl, Helen Hoover Boyle (una agente inmobiliaria especializada en casas encantadas), su ayudante Mona y el novio de esta última ("Ostra") por destruir todos los ejemplares impresos del libro de cuentos infantiles africanos.
- Datos: Q2400673